# Geometroidea
Geometroidea je superfamilija geometridnih moljaca u redu Lepidoptera. Ona uključuje porodice Geometridae, Uraniidae, Epicopeiidae, Sematuridae, i Pseudobistonidae. Superfamilija Geomeatroidia ima više od 24.000 opisanih vrsta, što je čini jednom od najvećih superfamilija unutar reda Lepidoptera. Monotipski rod Apoprogones se smatrao zasebnom geometroidnom porodicom Apoprogonidae od strane manjine, ali je sada podveden pod Sematuridae.

## Literatura
- Firefly Encyclopedia of Insects and Spiders, edited by Christopher O'Toole.  1-55297-612-2, 2002

## Spoljašnje veze
- Mediji vezani za članak Geometroidea na Vikimedijinoj ostavi